# Martin Laciga
Martin Laciga (ur. 25 stycznia 1975 w Aarbergu, zm. 22 sierpnia 2023) – szwajcarski siatkarz plażowy, sześciokrotny medalista mistrzostw Europy, wicemistrz świata 1997 w parze z bratem Paulem. Trzykrotnie zdobywał złoty medal mistrzostw Europy (1998, 1999, 2000), dwukrotnie srebrny (2001, 2002) oraz brązowy (1997). Trzykrotny uczestnik igrzysk olimpijskich (2000, 2004, 2008). Na Igrzyskach Olimpijskich 2008 w Pekinie wystąpił w parze z Janem Schniderem, zajmując 9. miejsce.
W 2013 zakończył karierę sportową z powodu powracających kontuzji.